# Олів Ешворт
Олів Ешворт (1915 – 2000) була австралійською художницею, дизайнером текстилю та фотографом. 
Вона визнана важливим діячем австралійського текстильного дизайну в 1950-х роках.
Перефразовано: Вона має статус однієї з основних постатей у галузі австралійського текстильного дизай 

## Колекції

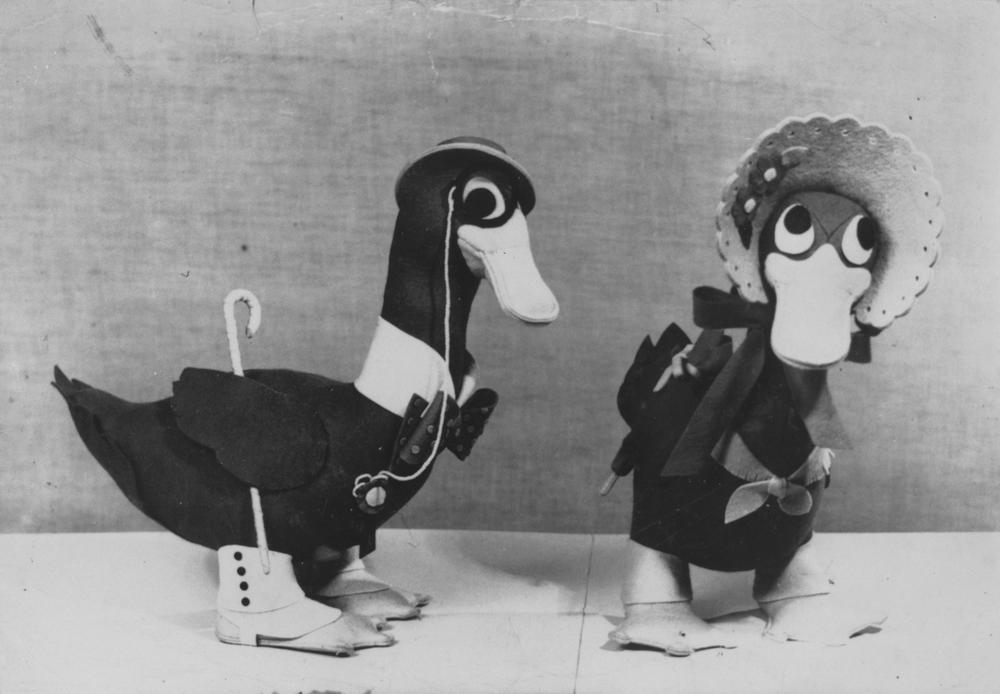
Дві м'які іграшки від Олів Ешворт

Роботи Ешворта зберігаються в колекціях Національної галереї Австралії (включаючи Aquarelle,  Mushroom coral  і Reef fantasy  ) і Художньої галереї Квінсленда (включаючи Design for Coral garden,  Design для Reef fantasy,  Design for Queensland  і Great Barrier Reef краватка  ).
У Державній бібліотеці Квінсленда також є пара іграшкових качок, розроблена та зроблена Ешвортом. 
Текстильна колекція Olive Ashworth зберігається Музеєм Квінсленда . 

## Виставки

### Група
- Жінки-художниці Північного Квінсленда, регіональна галерея Перка Такера (1995) [12]
- Жінки тримають половину неба, Національна галерея Австралії (1995) [13]
- Нова жінка, Музей Брісбена 2019) [14]

Художня галерея Квінсленда написала про Ешворта: «Олів Ешворт — одна з небагатьох австралійців і єдина художниця Квінсленда, яка зробила значний внесок у текстильний дизайн 1950-х років». 